# Herzog von Coimbra

Das Wappen des Herzogs von Coimbra

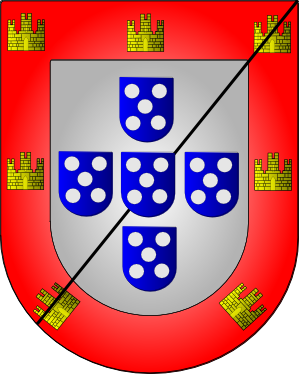
Wappen von Jorge de Lencastre, 3. Herzog von Coimbra

Der Titel Herzog von Coimbra wurde von König Johann I. von Portugal 1415 für seinen zweiten Sohn, Pedro, geschaffen. Gemeinsam mit dem Titel Herzog von Viseu, der etwa in der gleichen Zeit verliehen wurde, ist der Herzogstitel von Coimbra somit der älteste des Landes. Mit Pedros Sohn starb die Linie bereits wieder aus. Der Titel wurde jedoch Ende des 15. Jahrhunderts für Jorge de Lencastre, einen unehelichen Sohn des Königs Johann II. von Portugal „ad personam“ (d. h. ohne Erblichkeit) neu vergeben. Die Nachkommen Jorges sind die Herzöge von Aveiro.

## Herzöge von Coimbra
- Pedro de Portugal (1392–1449), 1415 1. Herzog von Coimbra
- Joao de Portugal (um 1431–1457), dessen Sohn, 1449 2. Herzog von Coimbra, ⚭ Charlotte, Königin von Zypern
- Jorge de Lencastre (1481–1550), 1495 3. Herzog von Coimbra ad personam
- Augusto de Bragança, Infant von Portugal (1847–1889), 5. Sohn von Königin Maria II. und Ferdinand II. von Portugal
- Henrique de Bragança, Infant von Portugal (1949–2017), 3. Sohn von Duarte Nuno, Herzog von Braganza.